# Фратичи (Арђеш)
Фратичи (рум. Frătici) насеље је у Румунији у округу Арђеш у општини Ведеа. Oпштина се налази на надморској висини од 338 m.

## Становништво
Према подацима из 2002. године у насељу је живело 332 становника, од којих су сви румунске националности.